# 무로토곶

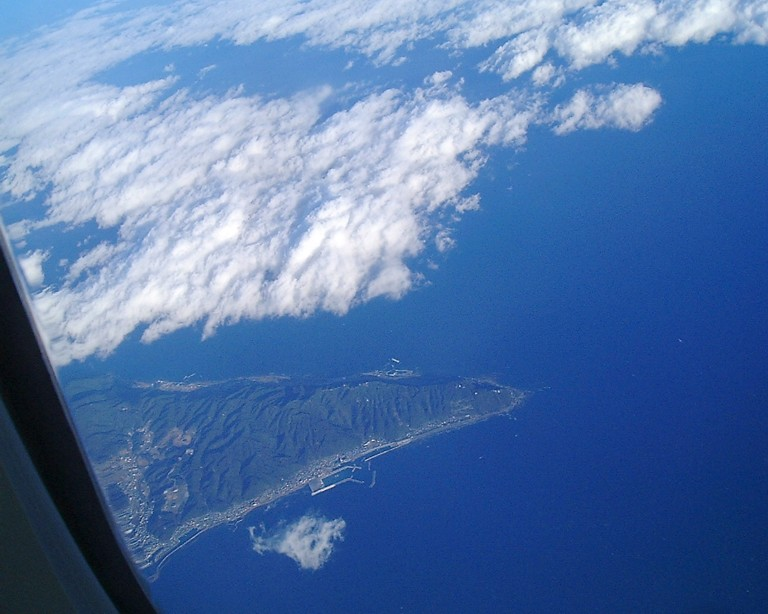
무로토곶

무로토곶(室戸岬)은 일본 고치현 무로토시에 있는 태평양에 접해 있는 곶이다.

## 같이 보기
- 무로토 태풍
- 구카이

## 참고 자료
- (일본어) 『室戸岬』  - 고트뱅크